# Sastra ceylonensis
Sastra ceylonensis es una especie de insecto coleóptero de la familia Chrysomelidae.

## Distribución geográfica
Habita en Sri Lanka.